# 山形県立鶴岡高等養護学校
山形県立鶴岡高等養護学校（やまがたけんりつ つるおかこうとうようごがっこう）は、山形県鶴岡市稲生一丁目にある公立特別支援学校。知的障害者を教育対象とする。

## 学科
- 普通科